# Fredede bygninger i Herlev Kommune
Der er ingen fredede bygninger i Herlev Kommune (ud over kirker).